# Lud-
Lud- ist ein Wortbestandteil in Personennamen.

## Herkunft und Bedeutung
Namensformen mit Chlod- waren seit dem 5. Jahrhundert im Fränkischen Reich erwähnt. Chlodwig war ein Name von deren Herrscher.
Später änderte sich die Schreibweise auf Lud- (Ludwig, Ludolf).
Die Silbe leitete sich von althochdeutsch hluth berühmt her.

## Namensträger

### Chlod-
- Chloderich
- Chlodio
- Chlodoald
- Chlodomer
- Chlodulf
- Chlodwig

### Lud-
- Ludger
- Ludolf
- Ludwig
- Ludwin